# Kalle Viljamaa

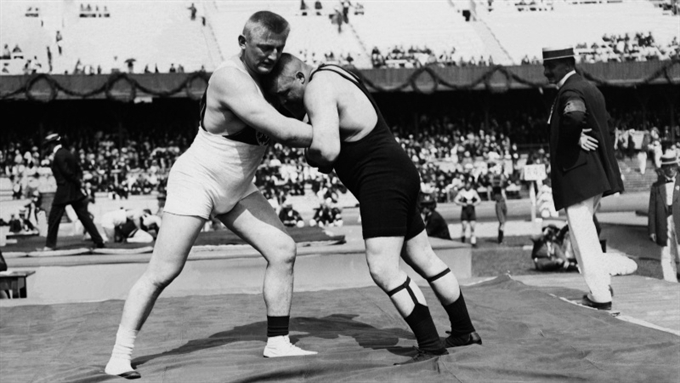
Kalle Viljamaa (vänster) och Jean Hauptmanns vid Olympiska spelen 1912.

Kalle Albinus Viljamaa, född 15 februari 1885 i Tammerfors, död 28 mars 1918 i Tammerfos, var en finländsk brottare och släggkastare.
Viljamaa deltog i Olympiska sommarspelen 1912 där han kom på en delad femte plats (82,5 kg) med Emil Backenius. Viljamaa vann FM-silver år 1911, 1914 och 1916 (83 kg). I Kalevaspelen 1911 han vann FM-brons i släggkastning.
Viljamaa omkom som civiloffer vid slaget om Tammerfors under Finska inbördeskriget, efter att ha träffats av den vita sidans artillerield.